# Gali Atari

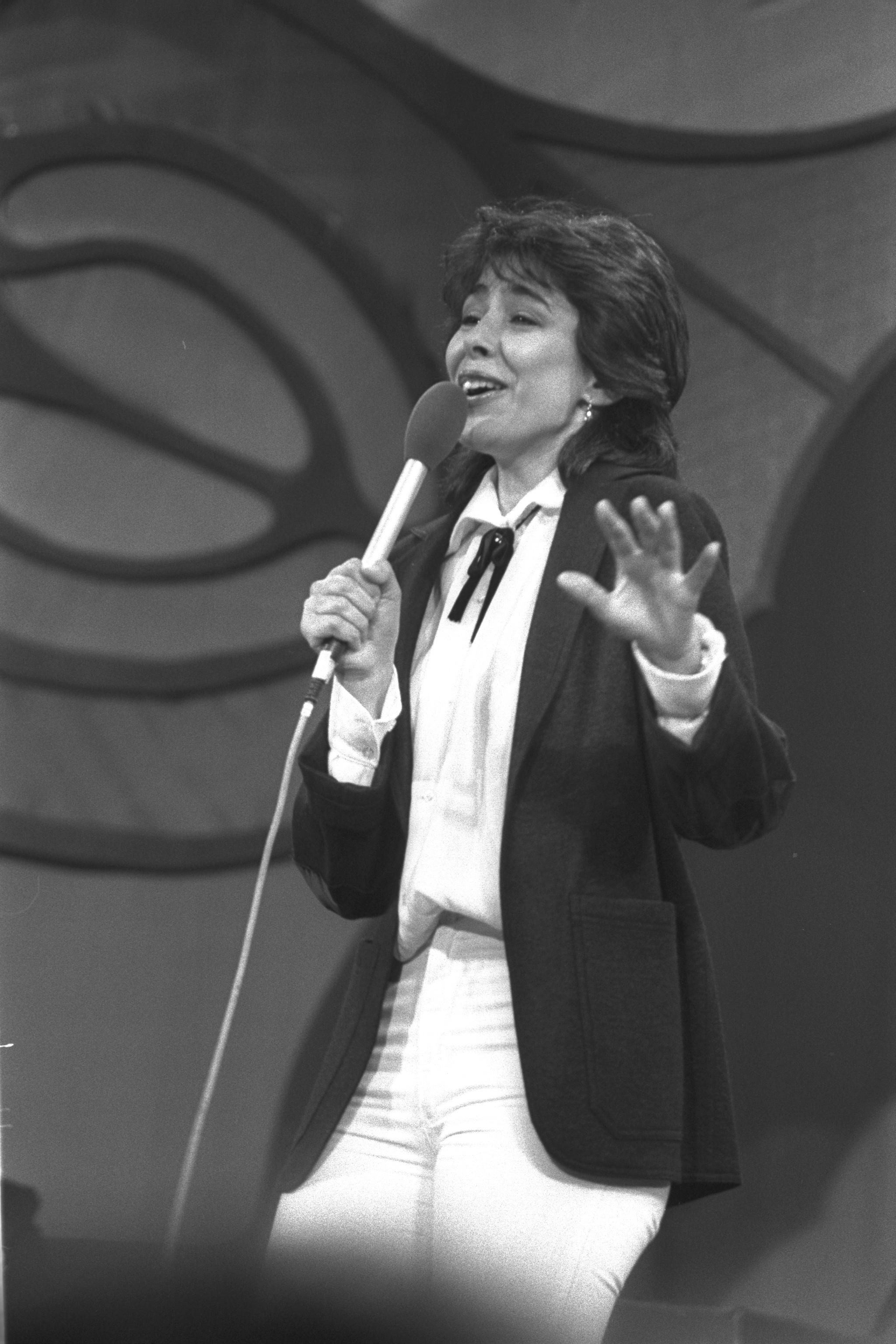
Atari w Audytorium Manna w 1981

Gali Atari (hebr.) גלי עטרי, właśc. Awigail Atari (ur. 29 grudnia 1953 w Rechowot w Izraelu) – izraelska piosenkarka i aktorka.

## Życiorys
W 1978 nawiązała współpracę z zespołem Milk and Honey, w skład którego wchodzili też Re’uwen Gwitrz, Szmulik Bilu i Jehuda Tamir. W marcu 1979, reprezentując Izrael z utworem „Hallelujah”, zwyciężyli w finale 24. Konkursie Piosenki Eurowizji w Jerozolimie. Po konkursie utwór, skomponowany przez Kobiego Oszrata ze słowami Szimrit Orr, stał się międzynarodowym przebojem (m.in. dotarł do piątego miejsca na liście UK Singles Chart) i doczekał się wielu wersji w różnych językach. Atari po konkursie kontynuowała współpracę z Milk and Honey, skupiając się głównie na krajowym rynku muzycznym. Wydawała również albumy solowe.
Wystąpiła w trzech filmach reżysera Awiego Naszera, m.in. w komedii muzycznej Ha-Lahaka/The Band, a także sitcomie Miszpachat Azany z 1999 roku. Pojawiała się także w kilku filmach dokumentalnych i wielu programach telewizyjnych.

## Filmografia
- Ha-Lahaka/The Band (1978)[1]
- Dizengoff 99 (1979)[1]
- Showrim (1985)[1]
- Miszpachat Azany (1989)[1]